# بزهل
بُزهِل روستایی است از توابع شهرستان بروجرد در استان لرستان. این روستا در دهستان همت‌آباد در بخش مرکزی این شهرستان قرار دارد. بزهل در ناحیه‌ای کوهستانی در دامنه رشته کوه‌های زاگرس قرار گرفته و در دره‌ای معروف به تنگ بزهل قرار دارد که تمامیت جمعیت این روستا را ایل بیرانوند وطایفه سبزعلی تشکیل میدهد.

## جمعیت
بنابر سرشماری مرکز آمار ایران، جمعیت بزهل در سال ۱۳۸۵ برابر با ۳۸ نفر بوده‌است که از این میان ۲۳ نفر مرد و بقیه زن بوده‌اند. این روستا ۱۱ خانوار دارد.